# باولو بيدريتي
باولو بيدريتي (بالإيطالية: Paolo Pedretti)‏ (و. 1906 – 1983 م) هو راكب دراجة هوائية من إيطاليا، ومملكة إيطاليا، شارك في الألعاب الأولمبية الصيفية 1932، توفي عن عمر يناهز 77 عاماً.

## روابط خارجية
- باولو بيدريتي على موقع أرشيف الدراجات (الإنجليزية)
- باولو بيدريتي على موقع CycleBase (الإنجليزية)
- باولو بيدريتي على موقع أوليمبيديا (الإنجليزية)
- باولو بيدريتي على موقع اللجنة الأولمبية الإيطالية (الإيطالية)